# Law French

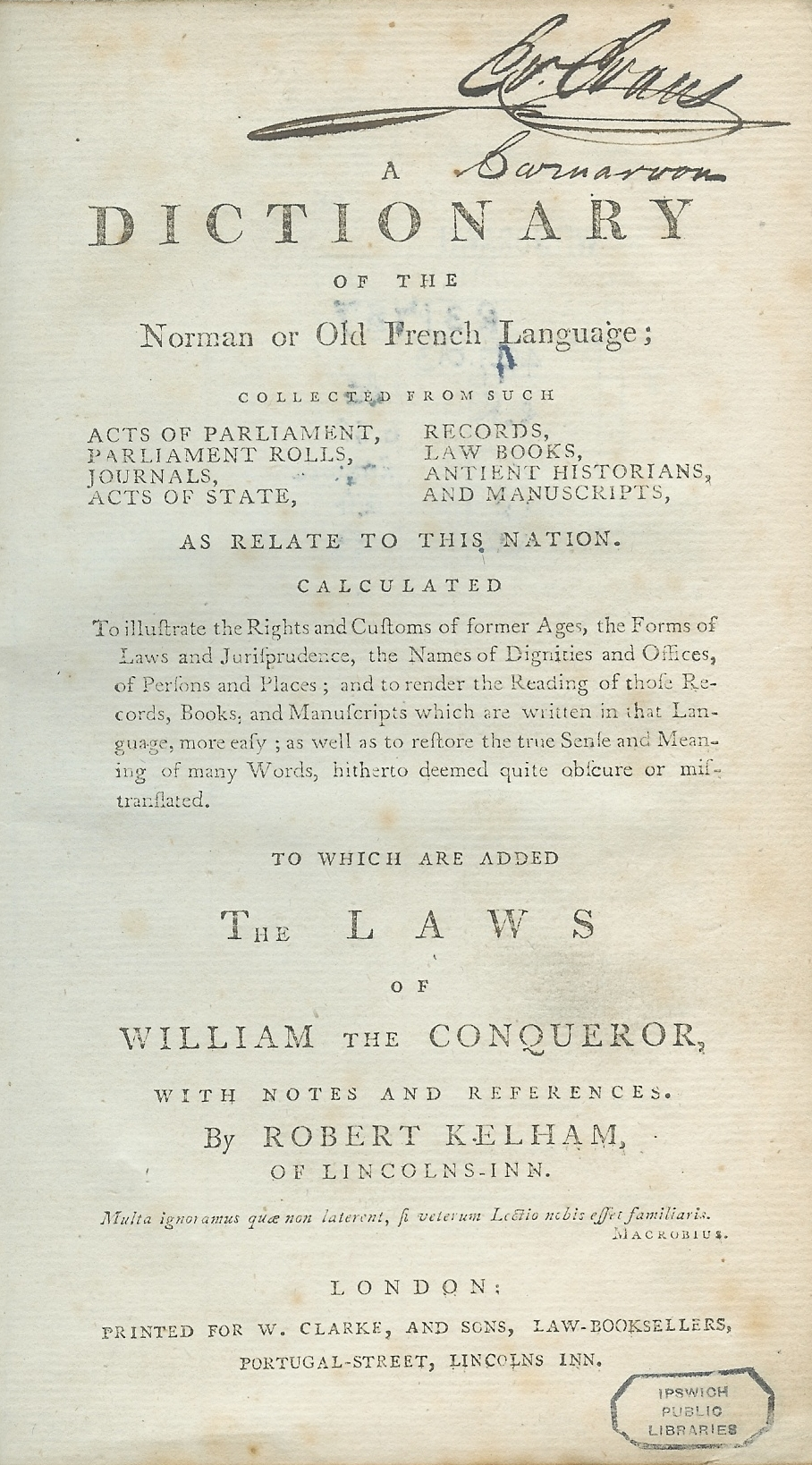
Le Dictionnaire de la langue normande ou ancien français de Kelham (1779) offre des traductions en anglais de termes en Law French utilisés dans les documents parlementaires et juridiques.

Le Law French (littéralement français juridique) est une langue archaïque relevant initialement de l'ancien normand et de l'anglo-normand, avec par la suite une influence croissante du français parisien puis de l'anglais. Il est utilisé dans les cours de justice d'Angleterre à partir de la conquête normande de l'Angleterre en 1066, et reste en usage durant plusieurs siècles dans les tribunaux anglais, gallois et irlandais. Bien que le Law French soit aujourd'hui obsolète en tant que langue de rédaction légale, certains de ses termes continuent d'être utilisés par les juges des pays de common law.

## Histoire
Les plus anciennes attestations d'un usage du français (plus précisément de l'anglo-normand) dans des textes de droit anglais remontent au troisième quart du XIIIe siècle, avec en particulier deux documents : les Provisions d'Oxford (1258), où sont couchés par écrit les serments des 24 barons nommés pour lutter contre les abus dans l'administration du roi Henri III ainsi que les résumés de leurs décisions, et le Casus Placitorum (vers 1250-1270), un recueil de maximes juridiques, de règles et de brefs récits d'affaires.
La langue de ces textes est déjà sophistiquée et technique, dotée de sa propre terminologie juridique. Celle-ci comprend de nombreux mots d'origine latine, mais sous une forme raccourcie ou déformée qui atteste de leur utilisation de longue date en français. Cette tendance se manifeste par l'apparition de mots comme advowson, du latin advocationem, qui désigne le droit légal de nommer un curé de paroisse ; neife, du latin nativa, qui désigne une paysanne en condition de servage ; ou essoyne ou essone, du latin sunnis, qui désigne une circonstance permettant de s'exempter d'une assignation royale (par la suite, essonia remplace sunnis en latin, conduisant ainsi à une re-latinisation de la forme française).
Jusqu'au début du XIVe siècle, le Law French coïncide largement avec le français utilisé au quotidien par les classes supérieures. À ce titre, il reflète certaines évolutions subies par les dialectes septentrionaux du français de France au cours de cette période. Ainsi, dans les documents mentionnés ci-dessus, « du roi » est rendu par del rey, alors que vers 1330, l'expression est devenue du roi (comme en français moderne) ou du roy.
Toutefois, à partir du XIVe siècle, l'usage du français comme langue de tous les jours décline rapidement. Le maintien du Law French est alors perçu comme un moyen pour les magistrats de restreindre l'accès à la profession juridique. L'Acte des tribunaux anglais de 1362 (Statute of Pleading) formalise cette évolution en ordonnant que toutes les plaidoiries soient désormais effectuées en anglais, afin que « chaque homme […] puisse mieux se gouverner sans enfreindre la loi ». Dès lors, le Law French perd l'essentiel de son statut de langue parlée. Il reste en usage pour les readings (cours magistraux) et les moots (débats académiques) tenus dans les Inns of Court dans le cadre de la formation des jeunes magistrats, mais est rapidement cantonné aux documents écrits ; son vocabulaire cesse de s'enrichir et sa grammaire se détériore. Vers 1500, la maîtrise du genre grammatical commence ainsi à se perdre, donnant lieu à des absurdités telles qu'une home (« une homme ») ou un feme (« un femme »). En parallèle, le Law Franch fait de plus en plus d'emprunts à l'anglais, car il n'est utilisé que par des magistrats anglais, gallois et irlandais qui ne maîtrisent généralement pas le français en tant que langue vivante.
Au XVIIe siècle, les readings et les moots sont peu à peu délaissés, et le règne d'Oliver Cromwell, qui entend extirper des procédures juridiques et gouvernementales tout vestige d'un passé ritualisé, porte un nouveau coup au Law French. Avant même cette période, en 1628, Edward Coke acte dans sa préface à sa Première Partie des institutions du droit d'Angleterre sa quasi-disparition à l'oral. Il subsiste à peu près jusqu'à la fin du siècle dans les rapports d'affaires et les manuels juridiques, mais seulement sous une forme anglicisée. Un exemple fréquemment cité de ce changement provient de l'une des notes marginales du juge en chef (en) George Treby (en) dans une édition annotée des Rapports de Dyer publiée en 1688 :
« Richardson Chief Justice de Common Banc al assises de Salisbury in Summer 1631 fuit assault per prisoner la condemne pur felony, que puis son condemnation ject un brickbat a le dit justice, que narrowly mist, et pur ceo immediately fuit indictment drawn per Noy envers le prisoner et son dexter manus ampute et fix al gibbet, sur que luy mesme immediatement hange in presence de Court. »
« Richardson, juge en chef du Banc commun aux assises de Salisbury, fut agressé à l'été 1631 par un prisonnier condamné là pour félonie, qui, après sa condamnation, jeta au dit juge un pavé, qui le manqua de peu ; et pour cela, un acte d'accusation fut immédiatement dressé par Noy (en) contre le prisonnier, et sa main droite fut amputée et fixée au gibet, sur lequel lui-même fut immédiatement pendu en présence de la Cour,. »

## Survivances dans la terminologie juridique moderne
Le positionnement d'adjectifs après le nom dans de nombreuses locutions juridiques en anglais — attorney general, fee simple — est hérité du Law French. Les francophones natifs peuvent ne pas comprendre certains termes de Law French non usités en français moderne ou remplacés par d'autres termes : ainsi, ce que le français moderne nomme « hypothèque » est connu en Law French sous le nom de mortgage. Bon nombre de termes de Law French ont été convertis en anglais moderne au XXe siècle pour rendre les lois plus compréhensibles dans les juridictions de common law. Cependant, certains termes-clefs du Law French subsistent, notamment les suivants :
| Terme ou expression                   | Origine et sens littéral | Définition et usage |
| ------------------------------------- | --- | --- |
| assizes                               | ancien français assise (« séance ») | séances du tribunal effectuées à différents endroits d'une province ou d'une région |
| attorney                              | ancien français atorné (« assigné ») | attorney-at-law (avocat, équivalent au solicitor ou au barrister) ou attorney-in-fact (personne agissant en vertu d'un contrat de mandat). |
| autrefois acquit ou autrefois convict | « autrefois acquitté », « autrefois condamné » | appel à considérer le fait que l'accusé a déjà été acquitté ou condamné par le passé pour la même infraction |
| bailiff                               | anglo-normand baillis, baillif (« bailli, administrateur »), de bail (« tutelle, charge, office ») | court bailiff (gardien du tribunal, personne ayant le droit d'exercer son autorité pour maintenir l'ordre au tribunal) et bound bailiff ou bum-bailiff (personne employée par le shérif pour appliquer les actes judiciaires, exécuter les ordres du tribunal, collecter les dettes et, dans certaines régions, procéder aux arrestations ; dans certaines zones, il est aux côtés du shérif pour garantir que celui-ci accomplit correctement son office) |
| charterparty                          | de charte partie (« feuille coupée ») | contrat entre le propriétaire d'un bateau et son client (charterer) |
| cestuit que trust, cestuit que use    | abréviations de cestui a que use le feoffment fuit fait (« celui à l'usage duquel l'inféodation fut faite [à qui le fief fut donné] ») et cestui a que use le trust est créé (« celui à l'usage duquel le trust est créé ») | parfois abrégé en cestui : bénéficiaire d'un trust |
| chattel                               | ancien français chatel (« cheptel, propriété, biens »), du latin capitale | propriété privée |
| chose                                 | latin causa (« cause ») | propriété personnelle ; utilisé dans les expressions chose in action et chose in possession |
| culprit                               | Originellement cul. prit, abréviation de culpable : prest (d'averrer nostre bille), c'est-à-dire « coupable : prêt (à démontrer notre affaire) » (mots utilisés par le procureur à l'ouverture du procès). | coupable |
| cy-près                               | « si près », c'est-à-dire « aussi près que possible » [du but originel] | pouvoir du tribunal de transférer la propriété d'un trust caritatif à un autre trust caritatif quand le premier est menacé de disparition ou d'impossibilité d'assurer ses opérations |
| defendant                             | français défendant | accusé d'un procès |
| demise                                | de démettre | transfert (habituellement utilisé en parlant d'une propriété immobilière) |
| de son tort                           | | agissant et répondant de ses actes, mais sans autorisation ; par exemple executor de son tort (« exécuteur de son tort »), trustee de son tort (« gestionnaire d'un trust de son tort »), guardian de son tort (« curateur de son tort »), agent de son tort. |
| en ventre sa mere                     | « dans le ventre de sa mère » | fœtus in utero ou in vitro, mais considéré pour son bénéfice comme juridiquement né |
| escheats                              | anglo-normand eschete, escheoite (« réversion de propriété ») — aussi eschets en ancien français, d'où « échets », « échecs » en français moderne et chess en anglais ; a donné le terme juridique français « échoir » | avant 1660 : réversion d'une propriété non revendiquée à un seigneur féodal, ou à l'État lorsque la propriété ne dépend pas d'un seigneur ; après 1660 (date du Tenures Abolition Act, qui transforme toutes les terres féodales en un bien libre et commun) : réversion à la Couronne des terres dont le propriétaire est, soit mort sans testament ni héritier, soit condamné pour trahison envers la Couronne ; aujourd'hui : réversion à la Couronne des propriétés dont le possesseur est mort sans héritier (déshérence), ce qui est peu fréquent étant donné que les terres sont librement aliénables par vente, testament ou héritage (l'une de ces trois conditions empêchant leur réversion à la Couronne) |
| estoppel                              | anglo-normand estouppail (« bouchon ») | principe empêchant une partie de contredire une position qu'elle a prise auparavant |
| estovers                              | « ce qui est nécessaire » | bois que les titulaires du droit de superficie peuvent être autorisés à prélever sur la terre où ils ont leur intérêt |
| feme covert/feme sole                 | « femme couverte », « femme seule » | statut légal d'une femme adulte mariée et d'une femme non mariée, respectivement, sous le principe de coverture de la common law |
| force majeure                         | du français moderne | dans certains contrats, clause dispensant les parties de répondre de circonstances ou d'événements extraordinaires indépendants de leur volonté |
| grand jury                            | | institution judiciaire habilitée à mener des procédures officielles pour enquêter sur de possibles actes criminels et déterminer si des charges criminelles devraient être retenues |
| in pais                               | « dans le pays », « dans la campagne » | hors du tribunal, extrajudiciaire ; settlement in pais : arrangement à l'amiable conclu sans procédure judiciaire ; matter in pais : affaire où l'on ne dispose que de témoignages directs non corroborés par un élément de dossier judiciaire ou quelque autre preuve documentaire ou tangible que ce soit ; estoppel in pais : estoppel portant sur des affirmations prononcées hors du tribunal ; trial per pais : procès devant un jury |
| jury                                  | anglo-normand jurée (« serment, enquête judiciaire ») | groupe de citoyens ayant prêté serment pour un but commun |
| laches                                | anglo-normand lâchesse (« relâchement, paresse ») | manque de promptitude à faire valoir ses droits à l'encontre d'une partie, pouvant conduire le tribunal à refuser de se pencher sur une affaire ayant mis trop longtemps à lui être soumise |
| larceny                               | anglo-normand larcin (« vol ») | vol de possession personnelle. |
| mainprise, mainprize                  | « main prise » | garantie de l'apparition d'un accusé à son procès, donnée à un magistrat ou un tribunal sans même que l'accusé ne soit en détention ; la personne offrant cette garantie est appelée mainpernor |
| marché ouvert                         | | marché dans lequel la vente de biens issus d'un vol à des acheteurs de bonne foi est jugée à même de transférer la propriété de ces biens aux acheteurs |
| mortgage                              | ancien français mort gaige, « mort gage » (« promesse morte ») | désigne aujourd'hui diverses sûretés, contractées soit par transmission de propriété, soit par hypothèque ; originellement, serment par lequel le propriétaire reste en possession de la propriété qu'il a mise en gage |
| statutes of mortmain                  | « statuts de morte-main » | statut restreignant la transmission des terres à la « main morte » d'une organisation religieuse |
| oyer et terminer                      | « entendre et déterminer » | aux États-Unis, tribunal de juridiction criminelle générale dans certains États ; au Royaume-Uni, commission ou acte judiciaire permettant à un juge d'entendre et de statuer sur une affaire criminelle aux assises |
| parol evidence rule                   | « règle de la preuve par la parole » | règle empêchant des éléments extérieurs d'altérer les termes d'un contrat pleinement exprimé de façon univoque |
| parole                                | | libération conditionnelle |
| peine forte et dure                   | | torture |
| per my et per tout                    | par la moitié et par le tout | décrit une possession partagée, typiquement entre deux conjoints : « par la moitié » dans le sens où chaque conjoint possède une part égale dans la propriété ; « par le tout » dans le sens où l'aliénation de la possession entraîne sa perte pour les deux conjoints |
| petit jury                            | | jury de procès, souvent désigné aujourd'hui sous la simple appellation de jury |
| plaintiff                             | « plaintif » | plaignant, personne entamant une action de justice |
| prochein ami                          | « ami proche » | personne représentant dans une procédure une autre personne qui ne peut agir de son propre chef, comme un mineur ; aussi appelé next friend ou litigation friend en anglais |
| profit à prendre                      | | aussi connu sous le nom de right of common (« droit de commun »), lorsqu'une personne a le droit de prendre les « fruits » de la propriété d'une autre : droits d'exploitation minière, agricole, etc. |
| prout de jure                         | | terme juridique écossais (scots) : preuve au sens large ; tout élément de preuve est autorisé au tribunal. |
| pur autre vie/cestui que vie          | « sur la durée de la vie d'autrui », « sur la durée de sa propre vie » | utilisé dans le domaine des viagers et des baux à rente ; parmi les droits et obligations liés à la propriété d'un bien immobilier, un héritier ou un locataire peut avoir droit à une rente viagère dans certains cas |
| recovery                              | « recouvrement » | à l'origine, procédure pour clarifier la propriété d'une terre en imaginant un procès stylisé entre des plaidants fictifs |
| remainder                             | | à l'origine, clause de substitution dans un testament ou une transmission de propriété, à mettre en œuvre si le bénéficiaire primaire vient à mourir ou ne remplit pas certaines conditions |
| replevin                              | de plevir (« garantir »), lui-même issu du latin replegiare (« racheter une possession prise par un autre ») | procès pour récupérer une propriété privée prise illégalement |
| semble                                | « il semble que » | se réfère à un point incertain ou à la seule opinion d'un juge ; dans les rapports judiciaires, l'expression précède une proposition de droit relevant d'un obiter dictum du juge, ou d'une suggestion du rapporteur |
| terre-tenant                          | | personne possédant effectivement une terre ; utilisé en particulier à propos du débiteur d'une rente constituée ou du propriétaire d'une terre reçue d'un débiteur à l'issue d'un jugement |
| torts                                 | du latin médiéval tortum (« tort, injustice »), participe passé neutre du latin torquere (« tordre ») | délits |
| trove                                 | « trouvé » | s'applique initialement à une possession découverte par hasard, comme un treasure trove (trésor trouvé, par opposition à un trésor volé, hérité, acheté, etc.) |
| voir dire                             | littéralement « dire la vérité », ; le mot voir (ou voire) apparaissant dans cette expression vient de l'ancien français et est un dérivé du latin verum (« ce qui est vrai »), donc sans rapport avec le français moderne « voir » issu du latin vidēre (mais à rapprocher, en revanche, de l'adverbe « voire » ou de l'adjectif « vrai », comme dans la locution figée « à vrai dire »). | dans les pays de common law, procédure visant à déterminer l'aptitude d'un juge ou d'un témoin à prendre part au procès ; ou bien, procédure en cours d'instance pour déterminer l'admissibilité d'un élément de preuve (par exemple la confession prétendue d'un accusé), que le jury (ou le juge s'il n'y a pas de jury) puisse la recevoir ou non |